# Perlesreut
Perlesreut là một đô thị thuộc huyện Freyung-Grafenau trong bang Bayern nước Đức. Đô thị Perlesreut có diện tích 29,71 km², dân số thời điểm 31 tháng 12 năm 2006 là 2938 người.